# Dschihadismus

Von Gruppierungen auf der ganzen Welt verwendete „Flagge des Dschihad“ mit der Schahāda

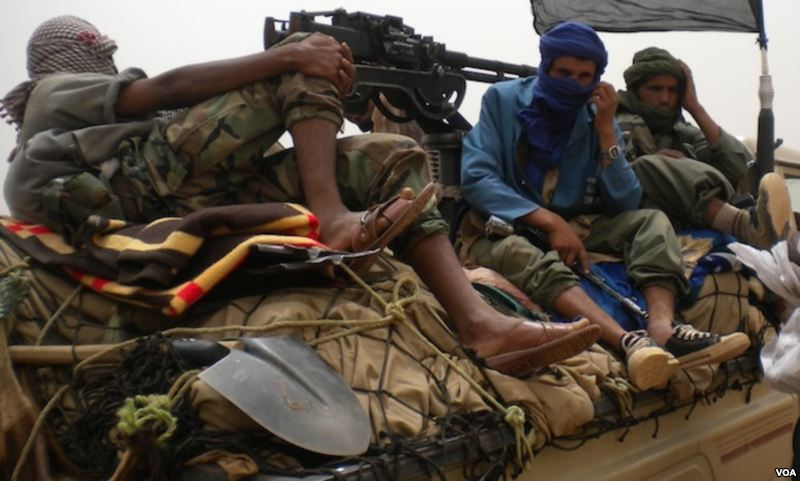
Ansar-Dine-Rebellen auf einem Technical

Der Dschihadismus (seltener auch Djihadismus oder Jihadismus in Anlehnung an die Schreibweise im Englischen; Zusammensetzung aus Dschihad und -ismus) ist eine uneinheitliche militante extremistische Strömung des sunnitischen Islamismus in seiner salafistischen Ausprägung.
Seine Anhänger, die Dschihadisten, gehen von einem globalisierungs-, modernisierungs- und kapitalismusbedingten Macht-, Kultur- und Einflussverlust des Islam als Religion und politisches System aus und leiten daraus den kollektiven Anspruch der Muslime bzw. die individuelle Selbstverpflichtung der Dschihadisten ab, einen Wiederaufstieg des „Urislam“ in seiner allerdings erst neuzeitlich entstandenen, radikalisiert salafistischen Lesart zu erreichen. Der dafür ideologisch ausgeschmückte Referenzzeitraum bzw. Ideal-Islam ist gemäß der Stilisierung der Dschihadisten also zwar der Frühislam, das heißt die Zeit Mohammads und seiner unmittelbaren Nachfolger bzw. rechtmäßigen Kalifen, die als Aufstiegs- und Blütezeit des Islam verstanden wird. Die eher utopischen Ideale vieler Dschihadisten allerdings sind nicht zwingend historisch verbürgt, sondern speisen sich aus einer unübersichtlichen Vielzahl von kulturellen Mythen, pseudohistorischen Legenden, politischen Verschwörungstheorien, sexuellen Phantasien und allerlei Religionsfragmenten. Einige Deutungen, Motive und Zeichen des Dschihadismus konnten daher in allgemeine Jugendkultur und in muslimische Populärkulturen einsickern, teils sind sie auch aus diesen hervorgegangen, was sich gelegentlich als „Pop-Islamismus“ beschrieben findet.
International bekannt wurde der Dschihadismus insbesondere durch das Attentat auf den damaligen ägyptischen Präsidenten Anwar as-Sadat 1981, dessen Tätergruppe ihre Motive ausführlich formulierte. Seit einigen Jahren propagieren Dschihadisten zunehmend den Aufbau und die Ausdehnung des Machtbereichs eines islamischen Staates mit den gewalttätigen Mitteln des islamistischen Terrorismus. Der Dschihadismus bezieht sich dabei auf das islamische Konzept des kleinen Dschihad, das er als religiöse Verpflichtung jedes Muslims zum gewaltsamen Kampf zur Verteidigung des Islam gegen Ungläubige interpretiert, zu denen er neben Anhängern anderer Religionen auch Muslime abweichender Überzeugungen zählt.

## Geschichte
Zu den einflussreichen ideologischen Wurzeln des Dschihadismus werden der im 18. Jahrhundert auf der arabischen Halbinsel entstandene Wahhabismus sowie die Mitte des 20. Jahrhunderts von den Ägyptern Sayyid Qutb und Hasan al-Bannā aufgebaute Muslimbruderschaft und deren von Sayyid Abul Ala Maududi geprägtes pakistanisches Pendant Jamaat-e-Islami gezählt. Zu den frühen dschihadistischen Gruppierungen gehören die in den 1970er Jahren als Abspaltung der Muslimbruderschaft gegründeten at-Takfir wa-l-Higra und al-Dschihad, die durch Terroranschläge auf mehrere ägyptische Staatsvertreter auf sich aufmerksam machten, darunter 1981 die Ermordung des Präsidenten Anwar el-Sadat.
Großen internationalen Zuspruch und weltweiten Zulauf erhielten die organisatorischen Frühformen des Dschihadismus in den 1980er Jahren in Afghanistan in der Folge der sowjetischen Invasion Ende 1979, als islamistische Mudschaheddin mit Unterstützung Pakistans, Saudi-Arabiens und der Vereinigten Staaten gegen die Sowjetarmee und die von ihr unterstützte kommunistische Regierung kämpften. Der palästinensische Theologe Abdallah Azzam gehörte zu den einflussreichsten Förderern der religiös motivierten Beteiligung arabischer Muslime am Krieg in Afghanistan. Sein Anhänger Osama bin Laden wurde mit dem von ihm aufgebauten internationalen Netzwerk al-Qaida ab den 1990er Jahren zum führenden Repräsentanten der nun grenzübergreifend aktiven dschihadistischen Bewegung. Nach dem erfolgreichen Partisanenkrieg in Afghanistan verlagerte sich der Schwerpunkt der dschihadistischen Aktivität auf Terrorismus, wobei die gegen die USA gerichteten Anschläge am 11. September 2001 herausragende internationale Wirkung erzielten. Unabhängig von al-Qaida entstanden ab den 1990er Jahren mächtige dschihadistische Gruppierungen unter anderem in Somalia (al-Schabaab), Pakistan (Laschkar e-Taiba), Russland (Kaukasus-Emirat) und Indonesien (Jemaah Islamiyah).
Die Besetzung des Irak durch internationale Truppen, die auf den von den USA angeführten Irakkrieg von 2003 folgte, bot ein neues Kampfgebiet, auf dem dschihadistische Organisationen mit Anschlägen und Kampfhandlungen internationale Aufmerksamkeit errangen und vielfältige Ressourcen erobern konnten. Im sogenannten „Irakischen Widerstand“ kämpften mehrere konkurrierende Gruppen parallel. Während al-Qaida erklärter Hauptgegner des von den US-Präsident George W. Bush ausgerufenen „Kriegs gegen den Terror“ war, änderte die Organisation ihre Struktur zugunsten einer stärkeren Regionalisierung mit der Herausbildung unterschiedlicher Schwerpunkte im Maghreb, im Jemen, in Somalia und in Afghanistan und Pakistan. Im Zuge der Volksaufstände des „Arabischen Frühlings“ ab 2010 kamen in Tunesien, Ägypten, Libyen und Syrien weitere dschihadistische Gruppierungen auf. Bereits seit Mitte des ersten Jahrzehnts hatte sich gezeigt, dass das auf Trans- und Internationalität beruhende Netzwerk al-Qaidas im Vergleich mit eher regionalen dschihadistischen Gruppen zwar flexibler, aber auch weniger organisationsfähig war. Der auf global agierenden Dschihadisten lastende Verfolgungsdruck führt insofern zu einer derzeit eindeutigen Machtverschiebung innerhalb des Dschihadismus, weil lokal und regional verankerte Strömungen sich dauerhafter, zahlreicher, effizienter und politisch mächtiger etablieren können als verstreute und nur ideell verbundene Einzelpersonen und Kleingruppen.
Die Miliz Islamischer Staat (IS) erreichte 2014 einen mit al-Qaida konkurrierenden Führungsstatus innerhalb der dschihadistischen Bewegung, indem ihr die Eroberung eines weiträumigen zusammenhängenden Territoriums im Nordwesten des Iraks und im Osten Syriens und die Erbeutung großer Waffenbestände der irakischen Armee gelang. Nach massenhafter Verfolgung von Minderheiten mit massiven Menschenrechtsverletzungen und Menschenrechtsverbrechen, wie insbesondere der Völkermord an den Jesiden im Nordirak und mehreren medienwirksam inszenierten Enthauptungen westlicher Geiseln wurde der IS von August 2014 bis März 2019 zum Ziel von Militärintervention, die von der Internationalen Allianz gegen den Islamischen Staat in Form von Luftangriffen im Irak und in Syrien, sowie von langwierigen Bodenkämpfen, die durch die irakischen Streitkräfte, der kurdischen Peschmerga und der kurdischen Yekîneyên-Parastina-Gel-Miliz durchgeführt wurden. Im September 2014 richtete sich der UN-Sicherheitsrat in seiner einstimmig verabschiedeten Resolution 2178 gegen internationale Phänomene des Terrorismus und nannte dabei ausdrücklich IS (unter seiner älteren Bezeichnung ISIL), die al-Nusra-Front und andere mit al-Qaida verbundene oder aus ihr entstandene Gruppierungen. Schätzungen der Vereinten Nationen gingen zu dieser Zeit von mehr als 13.000 ausländischen Kämpfern aus über 80 Staaten aus, die sich IS und al-Nusra angeschlossen hatten.
Seitens des Internationalen Islamischen Gelehrtenrats wurde gewalttätiger Dschihadismus in jeder Form bereits in dem Mekka-Manifest im Januar 2002 scharf verurteilt und jeglicher Deckung durch den Islam oder den Koran entzogen. Mit der Aussage „Dschihad ist kein Terrorismus.“ wird in dem Manifest ein unbewaffneter und dem Frieden verpflichteter Dschihad von allen Muslimen gefordert.

## Soziologie und Psychologie
Attraktiv ist der Dschihadismus insbesondere in der außerislamischen Diaspora für gesellschaftlich deklassierte Muslime (überwiegend junge Söhne aus früheren Einwandererfamilien), da diese sich jenseits des Alltagsislams der muslimischen Welt mit eigens ausgesuchten Versatzstücken der dschihadistischen Ideologie ein individuell passgenaues Weltbild erfinden können, das es erlaubt, die eigene Wahrnehmung der sozialen Lebenswelt nach subjektiv plausiblen Mustern zu ordnen, Unverständliches folgelogisch zu interpretieren, eigene Wünsche und Ängste zu verarbeiten. Der missionarische Eifer vieler Dschihadisten resultiert dabei aus deren elitärem Selbstverständnis, vorbildliche Zeugen eines „wahren“ Islam zu sein bzw. als Avantgarde eines islamischen Wiederaufstiegs zu kämpfen. Die Kritik und die Gewalt des Dschihadismus richtet sich daher (entgegen seiner Propaganda und öffentlichen Klischees) mehrheitlich gegen die Masse der gewöhnlichen Muslime selbst und gegen den Mehrheitsislam in all seinen Ausprägungen.

## Europäischer Dschihadismus seit 1989
| Dschihadistische Rückkehrer nach Westeuropa (Stand: 2018) |        |         |
| Land                                                      | Anzahl | Prozent |
| Frankreich                                                | 1910   | 32 %    |
| Deutschland                                               | 950    | 16 %    |
| Vereinigtes Königreich                                    | 850    | 14,5 %  |
| Belgien                                                   | 498    | 8,5 %   |
| Schweden                                                  | 310    | 5 %     |
| Niederlande                                               | 300    | 5 %     |
| Spanien                                                   | 230    | 4 %     |
| Dänemark                                                  | 145    | 2,5 %   |

Seit dem 11. September 2001 haben mehr als 150 islamistisch motivierte Attentate in Europa stattgefunden, bei denen etwa 800 Menschen starben und etwa 5000 verletzt wurden. Beispielhaft seien die Anschläge in Madrid (2004), London (2005), auf Charlie Hebdo (2015), in Kopenhagen (2015), Berlin (2016), Brüssel (2016), Nizza (2016), Barcelona (2017), London (2017), Manchester (2017), Wien (2020) genannt. Sie erweisen den Dschihadismus als erstrangige Herausforderung für Politik, Gesellschaft und Demokratie in Europa.
2018 veröffentlichten Cook & Vale eine Untersuchung, die etwa 6000 Personen einschloss, welche nach Irak oder Syrien gereist waren, sich dort dem IS angeschlossen hatten, und danach wieder in ihr Heimatland zurückgekehrt sind. Micheron bezeichnet diese Personengruppe als „endogene Dschihadisten“. 90 % von ihnen kommen aus acht Ländern der Europäischen Union:
Gemessen an der Größe der Bevölkerung stehen Belgien, Schweden und Dänemark an der Spitze der Aufstellung: Überproportional viele Menschen reisten von hier aus nach Syrien. Von diesen Ländern besitzen die beiden skandinavischen keinerlei koloniale Vergangenheit und ihre Gesellschaften zählen zu den egalitärsten der Welt. In Frankreich scheinen sich extreme Islamisten eher aus Clustern, Familien und Freundesgruppen zu rekrutieren, welche zwar häufig aus bestimmten Stadtvierteln stammen. Diese müssen aber nicht unbedingt die sozial randständigsten sein. Auch in Deutschland stammen nur 3 % der mit statistischen Mitteln erfassten Dschihadisten aus den östlichen Bundesländern und Ost-Berlin, aber 30 % aus dem wirtschaftlich prosperierenden Nordrhein-Westfalen. Auch aus der wirtschaftlich schwachen belgischen Region Wallonien reisten nur wenige Personen nach Syrien.
Laut dem Bundesamt für Verfassungsschutz wurden seit 2015 15 dschihadistisch motivierte Attentate in der Bundesrepublik Deutschland verhindert.

## Dschihadistische Gruppierungen (Auswahl)
| - Ansar al-Scharia - Boko Haram - Chorasan - Dschund al-Chilafa - Islamische Dschihad-Union | - Islamischer Staat - Jemaah Islamiyah - Kaukasus-Emirat - Laschkar e-Taiba - al-Qaida | - al-Qaida auf der arabischen Halbinsel - al-Qaida im Maghreb - al-Schabaab |